# Haematopota marceli
Haematopota marceli är en tvåvingeart som beskrevs av Stone och Philip 1974. Haematopota marceli ingår i släktet Haematopota och familjen bromsar. Inga underarter finns listade i Catalogue of Life.